# オースティン・マテルソン
キルスイッチ（Killswitch）のリングネームで知られるオースティン・マテルソン（Austin Matelson、1985年3月10日 - ）はアメリカ合衆国のプロレスラー。カリフォルニア州ウッドランドヒルズ出身。

## 来歴

### インディー団体
2009年10月25日、NWPW（New Wave Pro Wrestling）にてオースティン・モリソン（Austin Morrison）のリングネームでガス・ドゥーとのシングルマッチにおいてプロレスラーデビューを果たす。2011年、NWA加盟団体であるCWFH（Championship Wrestling From Hollywood）に参戦。GQマネー率いる怪奇派ユニットであるザ・ディスオーダーにメンバー入り。リングネームをWに変更し、フェイスペイントを施して試合に出場。
2012年、リングネームをオースティン・ドレイブン（Austin Draven）へと変更。VPW（Vendetta Pro Wrestling）、MPW（Millenium Pro Wrestling）に参戦。6月10日にはCWFHにてジョン・モリソンと対戦するが敗戦した。

### WWE
2012年4月20日、WWEとディベロップメント契約を交わし入団。傘下団体であるFCWにてジューダス・デブリン（Judas Devlin）のリングネームでトレーニングを開始。8月1日のFCWハウスショーにてコリー・グレイブスとタッグを組んでブライリー・ピアース & CJパーカーと対戦して勝利し、FCWデビュー戦初勝利を飾った。同月よりNXTへと移行。
2013年3月6日、NXTにて初登場したものの、スコット・ドーソンとタッグを組んでエイドリアン・ネヴィルとのハンディキャップマッチに挑んで敗戦した。以降、再びハウスショーでの出番が中心となり、5月には活動を休止していたジ・アセンションを復活させようと動いていたコナー・オブライエンの新たな相棒として試合に出場したが、この相棒の座をリック・ビクターに奪われた。11月18日、WWE・RAWにてバックステージで観戦し、ワイアット・ファミリーの新メンバーとして合流するのではないのかと噂されたが、脊髄損傷をしていた事が発覚し長期欠場となった。

### インディー団体
2015年3月2日、古巣であるVPWのポッドキャストであるVendetta Pro Radio 2K15 showに出演。NXTのヘッドトレーナーを務めるビル・デモットが行ってきた卑劣な行為を告発。レスラーに対する虐待、差別発言、贔屓などを指摘してWWEから解雇してほしい旨を伝えた。このラジオ出演をきっかけに各メディアでは大きな波紋を呼び、デモットは同月6日に辞任という形でWWEを退職することになった。
2016年7月16日、カリフォルニア州を拠点とするMPW（Millenium Pro Wrestling）のAll-Star Eventにジューダス・ドレイブン（Judas Draven）のリングネームで参戦。ブロンソン & ホット・ヤング・ブライリーと組んでダミアン・サンドウ & ジョニー・ムンド & セス・スカイファイアと対戦。終盤にレフェリーに妨害して無法地帯と化す中で女性レスラーのタヤ・ヴァルキリーの介入を受けて攻勢を逆転され、最後は3人まとめてフォールされると3カウントを取られ敗戦した。8月18日、ローラ・ジェームスからDDTのアイアンマンヘビーメタル級王座を奪取するが、直後にジョーイ・ライアンから丸め込まれると3カウントを取られ王座から陥落した。9月30日、MPWにてジャスト・ジューダス（Just Judas）のリングネームでMPWヘビー級王座を保持するダニー・デバインに挑戦。ゲストレフェリーをホット・ヤング・ブライリーが務め、クリーンファイトを続けるが終盤にデバインよりスーパーキックからデバイン・インターベンションを喰らいフォールされるとブライリーがカウントを2で止め、デバインを襲撃。ペディグリーで追撃したところへ自身がフォールを奪い勝利。ベルトを奪取した。10月15日、MPW All Star Spectacular IIにてブロンソン & ブラッド・マドックスと組んでダニー・デバイン & ホット・ヤング・ブライリー & セス・スカイファイアとスティールケージマッチで対戦。終盤にデバインをリング内で孤立させてマドックスと2人で痛めつけ、背後より羽交い絞めにしてマドックスがスーパーキックを放つも避けられてしまい誤爆。最後にマドックスがデバインよりデバイン・インターベンションを決められ敗戦した。
12月14日、メキシコのメジャー団体であるAAAがアメリカにて展開するブランド番組であるLU（Lucha Underground）にてドラゴ vs コブラ・ムーンの試合後にコブラ・ムーンに呼び出される形で登場。蛇を模したマスクマンであるヴィボラ（Vibora）なるリングネームを名乗るとドラゴ、フェニックス、エアロスターに襲撃。フェニックスとエアロスターにダブルチョークスラム、ドラゴにツームストーン・パイルドライバーを仕掛けるとリングを後にした。
2017年、リングネームをルチャザウルスに変更。

### AEW
2019年5月25日、オール・エリート・レスリング（AEW）のPPV「ダブル・オア・ナッシング」に出場。5月28日、AEWと所属契約を交わした。

## その他
- 2015年よりフィットネススタジオであるAthilatesを開設[15]。
- 2015年9月、CBSが放送する恋愛リアリティショーであるBig Brother Season 17に出演[16]。

## 得意技
ザ・ビトレイアル
ブロックバスターの体勢から反動をつけ、相手の脚を背後でキャッチしてWA4の体勢でマットに叩きつける変型パイルドライバー。
トゥーム・ストーンエイジ
ツームストーン・パイルドライバー式フェイスバスター
相手をオクラホマ・スタンピードの体勢で真っ逆さまに相手を抱えてツームストーン・パイルドライバーの様に相手を抱え上げて旋回をしながら相手を前に投げて自身は正座の様な形で両膝で着地して、相手を顔面からマットに叩きつける。
　変形フェイスバスター。旧名エクスティンクション。
チョークスラム&スタンディング式ムーンサルトプレス
チョークスラムで相手をマットに叩きつけてダウン状態の相手にスタンディング式ムーンサルトプレスを決める。
ツームストーン・パイルドライバー
チョークスラム
ジャーマンスープレックス
ヘッドバット
レッグ・ドロップ
各種蹴り技
ハイキック、ローリングソバットなど使用する
ブラジリ・アンハイキック
普通のハイキックからさらに膝が下を向いた状態になるまで股関節を内旋させて蹴り足を振り下ろす。普通のハイキックと異なり、円を描くような軌道で相手の頭上から足が落ちてくる。股関節の柔軟性が要求される難度の高い技。
ビッグブーツ
バイシクル・キック
スーパーキック
ニーキック
通常のニーリフト、ランニング・ハイニー、ジャンピング・ハイニー3種類を使用する。
キヤノンボール
コーナーにもたれかかっている相手に向かって、対角から助走をつけてサンセット・フリップで激突する。

## 獲得タイトル
DDT
- アイアンマンヘビーメタル級王座 : 1回

MPW
- MPWヘビー級王座 : 1回